# ارم یمن
ارم یمن (انگلیسی: İrem Yaman؛ متولد ۴ اوت ۱۹۹۵) تکواندوکار زن ترکیه و دارای دن قهرمانی جهان در مسابقات دسته سبک‌وزن و یک کیک بوکسور آماتور است.
ارم یمن در ۴ اوت ۱۹۹۵ متولد شد. او از هشت سالگی تمرین تکواندو را آغاز کرد.
وی در رشته تربیت بدنی و ورزش در دانشگاه حاجت‌تپه در آنکارا تحصیل کرد، و عضوی از تیم تکواندو دانشگاه بود. وی پس از اخذ مدرک لیسانس، به تحصیل خود در مقطع کارشناسی ارشد در دپارتمان ورزش دانشگاه سلجوق در قونیه ادامه داد.